# Alset
 (avril 2016).
Alset Global GmbH est une compagnie de technologie et ingénierie autrichienne avec son siège à Graz qui  a développé un moteur hybride à l'hydrogène. La technologie hybride à hydrogène d'Alset a été démontrée dans une Aston Martin Rapide S pendant la course des 24 heures de Nürburgring en Allemagne,. 

## Produit
Alset Global développe un moteur hybride à hydrogène pour les voitures. Un tel moteur peut utiliser de l'essence comme de l'hydrogène comme combustible en fonction des conditions de conduite,. D'après Alset Global, sa technologie permettrait de transformer des moteurs à combustion interne existants en des moteurs hybrides à hydrogène[réf. nécessaire].
Ce moteur a été implémenté dans une Aston Martin Rapide S qui a couru dans les 24 heures de Nürburgring ADAC Zurich,,. Le moteur de l'Aston Martin Rapide S utilisé pour l'application hydrogène était un moteur V12 double turbo 6 litres qui peut générer 550 CV et arriver à la vitesse maximale de 306 km/h. Il concourt dans la classe expérimentale E1-XP2. 